# 庵埠文祠
庵埠文祠，位于中国广东省潮州市潮安区庵埠，为潮州市潮安区文物保护单位，类型为古建筑，公布时间为1987年12月。
庵埠文祠的历史年代为明天启六年。